# Der Flug des Phoenix (1965)
Der Flug des Phoenix ist ein US-amerikanischer Abenteuerfilm von Robert Aldrich aus dem Jahre 1965. Der Film mit internationaler Starbesetzung handelt von der Notlandung eines Flugzeuges in der nordafrikanischen Wüste Sahara und basiert auf dem gleichnamigen Roman von Elleston Trevor.
2004 wurde der Roman mit Dennis Quaid in der Rolle des Piloten Frank Towns und Giovanni Ribisi als Konstrukteur für Modellflugzeuge unter gleichem deutschen Titel erneut verfilmt.

## Handlung
Eine Transportmaschine des Typs Fairchild C-82 der Ölförderfirma ARABCO ist mit zwei Mann Besatzung und zwölf Passagieren unterwegs von der nördlichen Sahara nach Bengasi. Der Ausfall des Funkgeräts führt zur Unkenntnis über die aktuelle Wetterlage und die Maschine fliegt mitten in einen Sandsturm. Die Vergaser beider Motoren verstopfen durch den Sand, und Captain Frank Towns muss die Maschine fernab aller Routen notlanden. Zwei Mann sterben durch losgerissene Ladung, ein dritter wird schwer am Bein verletzt. Das Flugzeug trägt schwere Schäden davon.
Die Überlebenden versuchen, das Beste aus ihrer Situation zu machen, und hoffen auf baldige Rettung. Der deutsche Flugzeugkonstrukteur Heinrich Dorfmann macht nach längeren Berechnungen den Vorschlag, aus den unbeschädigt gebliebenen Teilen der zweimotorigen Maschine ein neues einmotoriges Flugzeug zu bauen, stößt aber bei Captain Towns auf vehementen Widerstand.
Als das Wasser knapp wird, will der Soldat Captain Harris mit seinem Sergeanten Watson zu Fuß losziehen. Da Watson eine Fußverletzung vortäuscht, verlässt Harris die Überlebenden mit Carlos. Als der psychisch labile Cobb den beiden unbemerkt folgt, zieht auch Towns los, um den ohne Wasser chancenlosen Mann zurückzuholen, findet ihn jedoch nur noch tot auf.
Wieder zurück beim Wrack stimmt Towns nach Vermittlung seines Navigators Lew Moran und Dr. Renaud widerwillig dem Plan Dorfmanns zu, um die Moral der Männer aufrechtzuerhalten. Unter Dorfmanns Leitung beginnen sie, das Wrack zu zerlegen und das neue Flugzeug zu montieren. Der schwer verletzte Gabriele nimmt sich derweil das Leben. Der Bau geht nur mühsam voran und wird immer wieder durch Streitereien und Kompetenzgerangel zwischen Towns und Dorfmann unterbrochen.
Eines Abends kehrt Captain Harris mit letzter Kraft zum Wrack zurück. Watson bemerkt ihn, lässt ihn aber in den Dünen zurück. Dorfmann findet schließlich den total entkräfteten Offizier. Der Bau geht weiter voran, und die Männer beziehen langsam Freude und auch etwas Stolz aus ihrer Arbeit. Der Buchhalter Standish gibt dem Flugzeug daher den Namen Phoenix.
Als eine Karawane Araber in der Nähe lagert, ohne die Verunglückten zu bemerken, kommt es zwischen Harris und Watson zum Streit, als Watson sich weigert, Harris bei dem Versuch zu unterstützen, eine Verständigung mit den Arabern zu erzielen. Harris wird schließlich von Dr. Renaud aufgrund seiner Sprachkenntnisse begleitet. Am nächsten Morgen sind die Araber weitergezogen; Towns und Moran finden Harris und Renaud mit durchschnittener Kehle vor.
Als Dorfmann, Towns und Moran eines Abends im Flugzeug zusammensitzen, entdeckt Towns zufällig ein Prospekt mit Modellflugzeugen und spricht Dorfmann darauf an, der ihnen darin begeistert die von ihm konstruierten Modelle zeigt. Als sich herausstellt, dass er nur Modellflugzeuge konstruiert, reagieren Towns und Moran entsetzt, während Dorfmann ihnen ruhig zu erklären versucht, dass seine Modellflugzeuge mitnichten Kinderspielzeuge seien, sondern Fluggeräte für ernsthafte Anwendungen. Zudem seien die Funktions- und Konstruktionsprinzipien bei Flugzeugen aller Größen gleich; tatsächlich müssten unbemannte Modelle sogar bessere Flugeigenschaften aufweisen, da sie nicht durch einen Piloten getrimmt werden können.
Mit letzter Kraft vollenden die verbliebenen Männer den Bau des Phoenix. Towns will den Motor mit dem Coffman-Starter anlassen und hat dafür sieben Zündpatronen zur Verfügung. Mit der vorletzten Patrone startet der Motor schließlich durch. Nach einem holprigen Start erweist sich die improvisierte Maschine als flugfähig, und die sieben Überlebenden können in der Nähe einer rettenden Oase landen.

## Hintergrund

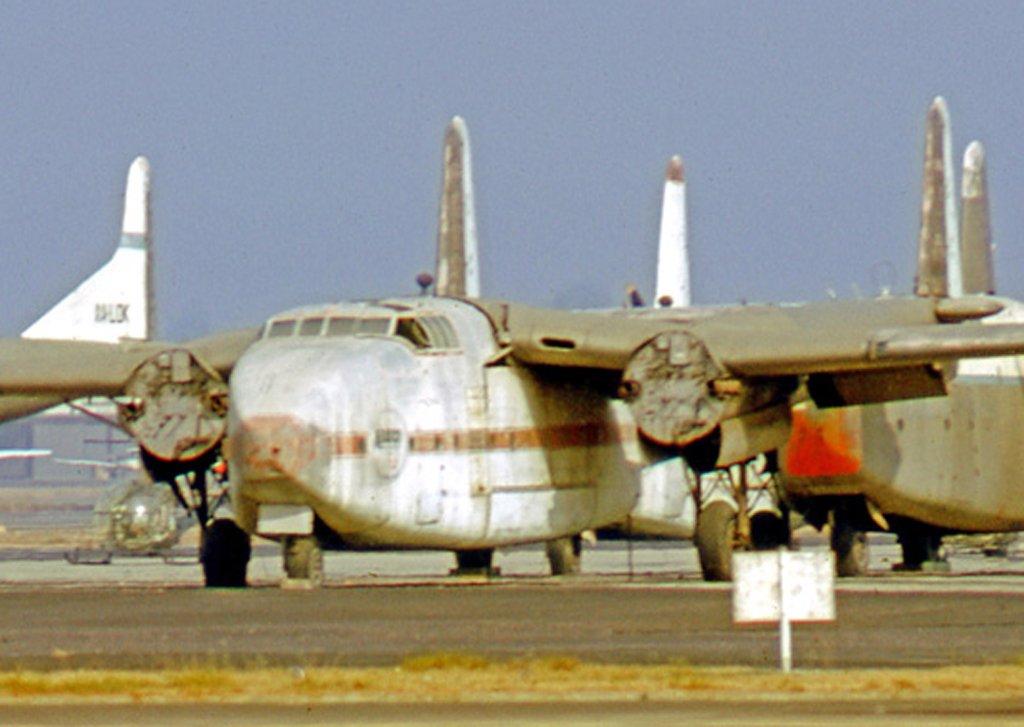
Die Originalmaschine 1970 am Flughafen Long Beach Airport

- Das Drehbuch ist angelehnt an den Roman Der Flug des Phönix (engl. The Flight of the Phoenix (Elleston Trevor, 1964); dt. Phönix aus dem Sand). Dort ist die zentrale Figur des Films ein Engländer. Der deutsche Part wird im Roman durch einen kranken jungen Mann vertreten.
- Der Film wurde im legendären Buttercup Valley in der Nähe von Yuma an der amerikanisch-mexikanischen Grenze gedreht. Am selben Ort entstanden später die Filme Die Rückkehr der Jedi-Ritter und Stargate.
- Der Stuntpilot Paul Mantz starb während der Dreharbeiten durch einen Absturz des Phoenix: Er war mit dem Fahrwerk gegen einen harten Sandhöcker geprallt, vermutlich der alte Bau eines Präriehundes. Der klapprige Flugapparat brach sofort auseinander, und Mantz wurde vom Motor erdrückt.[1] Darauf wird auch im Abspann hingewiesen.
- Die Musik zum Film wurde von Frank De Vol geschrieben, arrangiert und dirigiert. Das in einer Filmszene zu hörende Lied Senza fine wurde von De Vol mit dem Gesang von Connie Francis aufgenommen. Hierbei handelt es sich um die Coverversion einer Aufnahme von Ornella Vanoni.
- Als Darsteller der ersten beiden Opfer der Bruchlandung in der Wüste, Tasso und Bill, besetzte der Regisseur und Produzent Robert Aldrich seinen Schwiegersohn Peter Bravos und seinen eigenen Sohn William Aldrich.
- Der Kinostart des Films in der Bundesrepublik Deutschland war am 18. März 1966. Im deutschen Fernsehen war er erstmals am 22. Mai 1972 im Abendprogramm des ZDF zu sehen.[2][3]
- Dorfmann arbeitet nach eigenen Angaben für die Firma Becker Flugzeuge – im Film wird jedoch ein Katalog des (damals existierenden) Herstellers Hegi Modellbau gezeigt.

## Synchronisation
Die deutsche Synchronbearbeitung entstand 1965 in den Ateliers der Berliner Synchron GmbH in Berlin unter der Regie von Klaus von Wahl nach einem Dialogbuch von Fritz A. Koeniger.
| Rolle                | Darsteller           | Synchronsprecher        |
| -------------------- | -------------------- | ----------------------- |
| Frank Towns, Pilot   | James Stewart        | Siegmar Schneider       |
| Lew Moran, Navigator | Richard Attenborough | Michael Chevalier       |
| Captain Harris       | Peter Finch          | Heinz Engelmann         |
| Heinrich Dorfmann    | Hardy Krüger         | Hardy Krüger            |
| „Trucker“ Cobb       | Ernest Borgnine      | Alexander Welbat        |
| „Ratbags“ Crow       | Ian Bannen           | Peer Schmidt            |
| Sergeant Watson      | Ronald Fraser        | Helmut Ahner            |
| Dr. Renaud, Arzt     | Christian Marquand   | Gert Günther Hoffmann   |
| Standish             | Dan Duryea           | Friedrich W. Bauschulte |
| Mike Bellamy         | George Kennedy       | Hans Wiegner            |
| Gabriele Scarnati    | Gabriele Tinti       | Claus Jurichs           |
| Carlos Reyes         | Alex Montoya         | Hans Walter Clasen      |

## Kritik
„Aldrichs Männerfilm, realistisch im Milieu und weithin auch im Psychologischen, bietet ein Stück abenteuerlicher, spannender Kinounterhaltung.“

„Der Film entbehrt jeder Wahrscheinlichkeit, Regie und Spiel können aber nicht allzu anspruchsvolle Liebhaber des psychologischen Reißers einigermaßen zufriedenstellen.“

## Auszeichnungen
Der Film wurde für mehrere Filmpreise nominiert, konnte jedoch keinen der Preise gewinnen. 1966 wurden Ian Bannen in der Kategorie Bester Nebendarsteller und Michael Luciano in der Kategorie Bester Schnitt für den Oscar nominiert.
Der Film wurde für den Golden Globe Award als Bester Film (Drama) nominiert. Hardy Krüger lehnte seine Nominierung als Bester Nebendarsteller ab. Ian Bannen wurde außerdem als Bester Nachwuchsdarsteller nominiert.
Michael Luciano erhielt eine Nominierung für den Eddie Award der American Cinema Editors.